# Héctor Alberto Díaz

Héctor Alberto Díaz (Rosario - 1948 - 2021) era un exfutbolista argentino. Jugaba como mediocampista y su primer club fue Rosario Central. Es padre del también exfutbolista Andrés Díaz.

## Carrera
Se desempeñaba preferentemente como centrocampista por la derecha; su debut se produjo el 7 de diciembre de 1969, con derrota canalla ante Banfield 0-1, en cotejo válido por la 18.ª fecha del Reclasificatorio 1969. El entrenador de Central era Enrique Sívori. Su carrera en la Academia se prolongó hasta el año siguiente, donde disputó el Metropolitano y la Copa Argentina. Prosiguió su carrera en Independiente Rivadavia y Central Córdoba de Rosario.

### Estadísticas por torneo en Rosario Central
| Torneo                | PJ | Goles |
| --------------------- | -- | ----- |
| Reclasificatorio 1969 | 1  | 0     |
| Metropolitano 1970    | 7  | 0     |
| Copa Argentina 1970   | 4  | 0     |

## Clubes
| Club                       | País      | Año       |
| -------------------------- | --------- | --------- |
| Rosario Central            | Argentina | 1969-1970 |
| Independiente Rivadavia    | Argentina | 1971      |
| Central Córdoba de Rosario | Argentina | 1972      |